# Вооружённые силы Суринама

Вооружённые силы Суринама (нидерл. Nationaal Leger) — совокупность сухопутных войск, военно-воздушных сил и военно-морских сил страны, предназначенная для защиты населения, государственного строя и территориальной целостности страны. 

## История

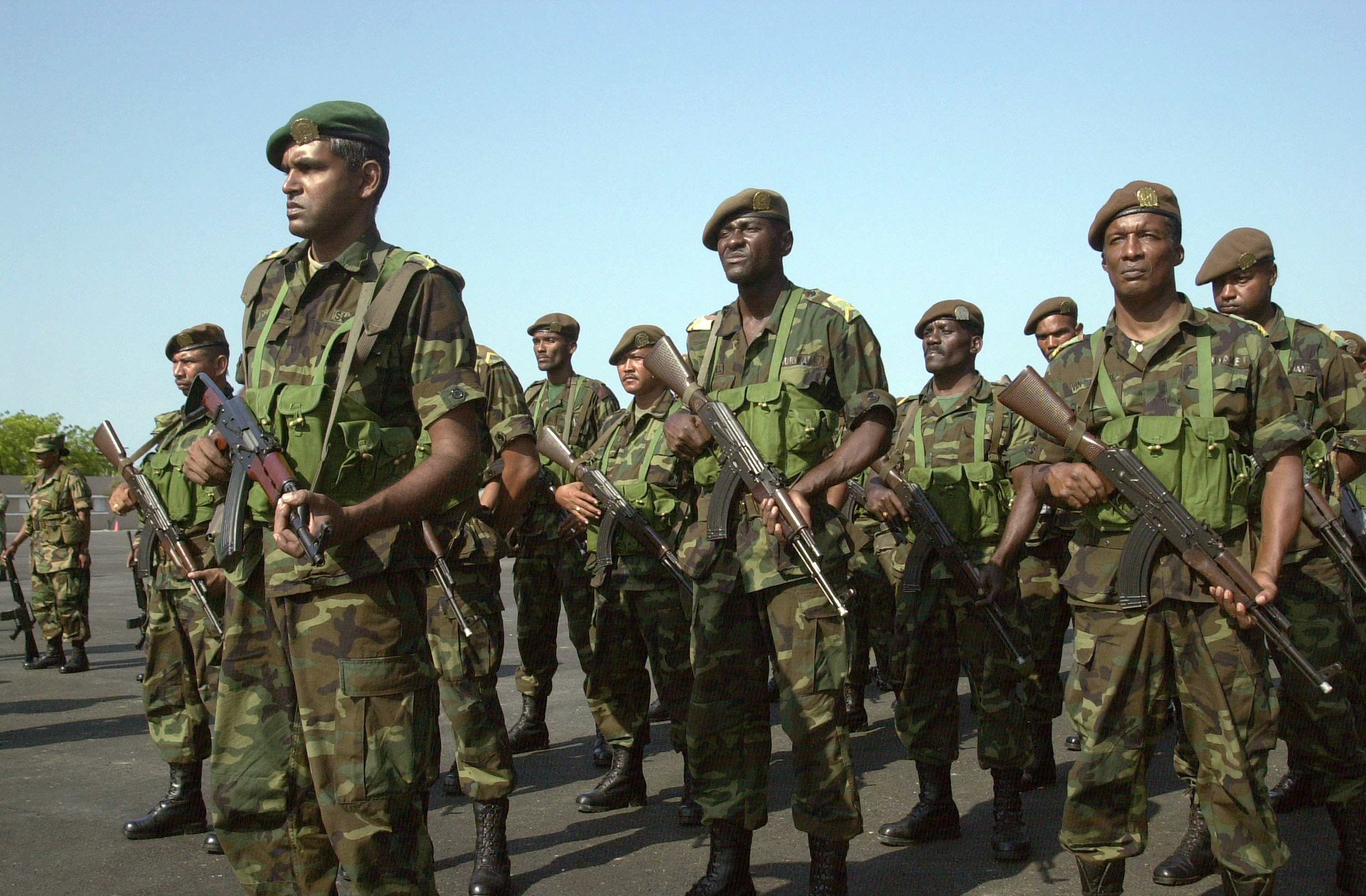
военнослужащие Суринама с автоматами АК-47 (14 апреля 2004 года)

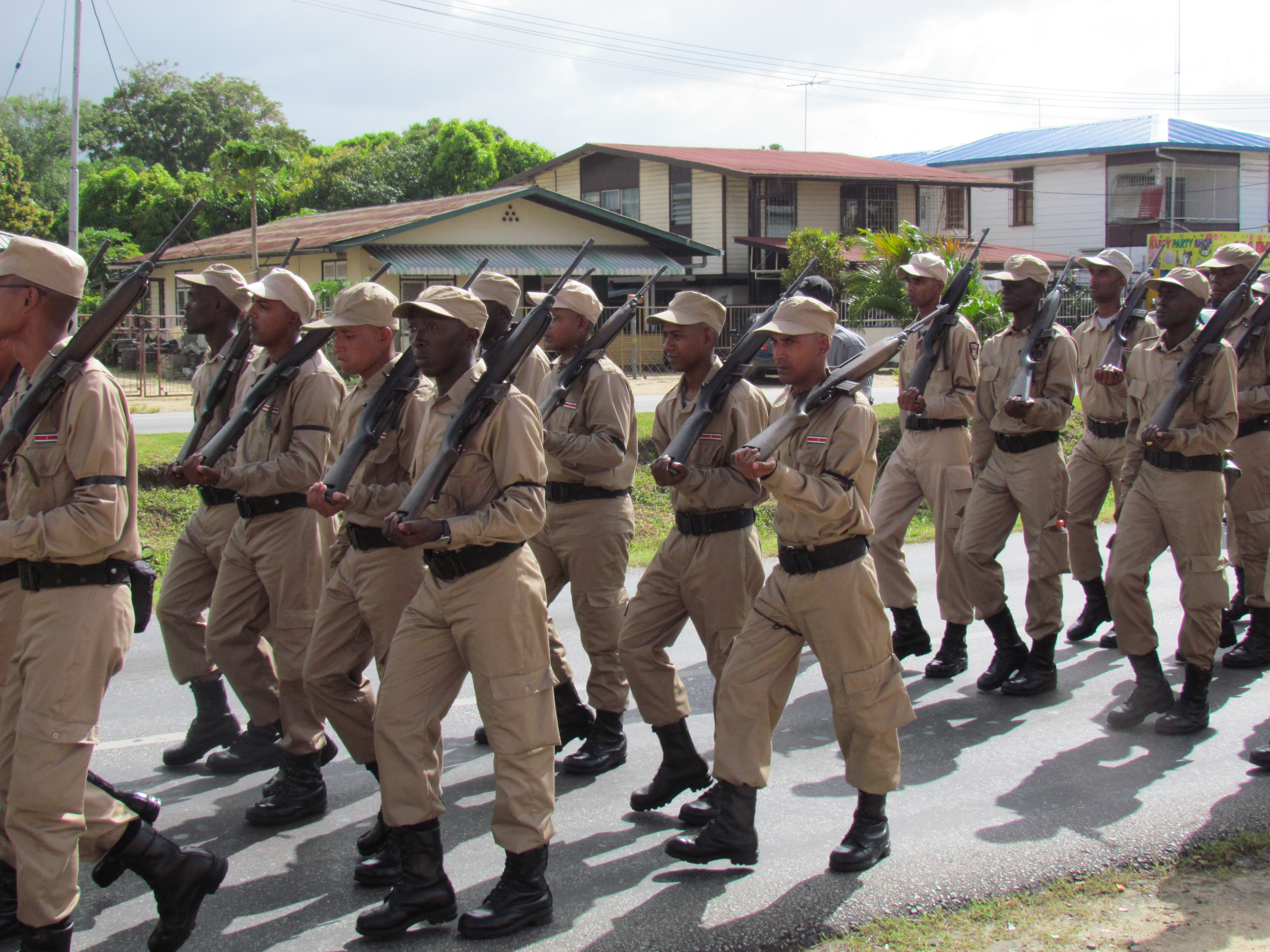
военнослужащие Суринама с карабинами М1 образца 1941 года (6 апреля 2013 года)

Суринам длительное время являлся голландской колонией, оборону которой обеспечивали голландские колониальные войска. После начала второй мировой войны и оккупации Голландии в мае 1940 года связь колонии с метрополией оказалась осложнена, влияние голландских властей начало снижаться. Даже после изменения статуса в 1954 году, вопросы обороны и международных отношений были оставлены в компетенции метрополии и здесь находилась военная база Нидерландов. 
Создание регулярных вооружённых сил началось после получения независимости 25 ноября 1975 года и было завершено в первой половине 1980-х годов.
В июне 1977 года парламент Суринама одобрил законопроект о 200-мильной экономической зоне территориальных вод. В 1979 году Суринам присоединился к Движению неприсоединения.
25 февраля 1980 г. в стране был совершён военный переворот, в результате которого к власти пришёл сержант Дезире Делано Баутерсе (ставший президентом страны и присвоивший себе звание подполковника). В феврале 1982 года парламент был распущен и в стране было введено чрезвычайное положение.
В 1982 году было создано авиационное подразделение.
В 1986 году началась партизанская война против режима Баутерсе, организованная его бывшими союзниками (в ходе которой 24 декабря 1990 года имел место ещё один военный переворот), боевые действия продолжались до 1992 года.
3 июня 2013 года правительство Суринама подписало Международный договор о торговле оружием (вступивший в силу после ратификации - 17 января 2019 года).
На вооружении армейских подразделений Суринама длительное время находилось стрелковое оружие нескольких разных систем под разные боеприпасы (самозарядные карабины М1 под патрон 7,62х33 мм, автоматы Калашникова АК-47 под патрон 7,62х39 мм и др.), однако в 2017 году в Бразилии была закуплена крупная партия оружия (15 шт. крупнокалиберных пулемётов M2HB, 14 шт. пулемётов MAG, 4000 шт. автоматических винтовок FAL бразильского производства, 509 шт. 9-мм пистолетов "Taurus PT92", 200 шт. 7,65-мм пистолетов "Taurus PT-57" и 25 шт. сигнальных пистолетов), что позволило провести частичную стандартизацию используемого оружия (в 2023 году войска были вооружены автоматами АК-47 и FAL).
14-15 сентября 2023 года Франция передала армии Суринама по программе военной помощи партию автоматов FAMAS.

## Современное состояние
По состоянию на начало 2022 года, общая численность вооружённых сил составляла 1,84 тыс. человек, комплектование войск личным составом осуществлялось на добровольной основе.
- сухопутные войска: 1,4 тыс. человек (механизированный батальон, пехотный батальон и батальон военной полиции), 21 бронемашина (шесть разведывательных машин ЕЕ-9 «Каскавел» и 15 бронетранспортёров Engesa EE-11 Urutu), одно 106-мм безоткатное орудие М40А1 и шесть 81-мм миномётов[7].
- ВВС: 200 человек, два транспортных самолёта (один BN-2 и одна «Cessna 182»), один учебно-тренировочный самолёт «Pilatus PC-7» и три многоцелевых вертолёта «SA-316B»[7]
- военно-морские силы: 240 человек, 8 патрульных катеров и два речных патрульных катера[7]